# Miguel Quirós
Miguel Quirós Parejo (Granada, el 12 de mayo de 1935) es un oboísta y compositor español.

## Biografía

### Formación
Inició sus estudios musicales a temprana edad en el Real Conservatorio Superior de Música de Granada, prosiguiéndolos en el Conservatorio Superior de Música de Navarra, el Conservatorio Superior de Música de Córdoba, el Conservatorio Superior de Música de Sevilla y el Real Conservatorio Superior de Música de Madrid, consiguiendo en todos ellos las más altas calificaciones, así como premios extraordinarios en las disciplinas de Música de Cámara y Oboe.

### Como intérprete
Muy joven, ganó el certamen de vientos organizado por Juventudes Musicales, lo que lanzó su carrera concertística. En 1960, accedió a la banda municipal de música de Granada y, siete años más tarde, se integró en la plantilla de la banda sinfónica municipal de Sevilla, formación de la que ocupó el puesto de subdirector. Asimismo, en el terreno orquestal, cabe destacar su pertenencia como oboe solista a la Orquesta Bética de Cámara de Sevilla, la Orquesta de Cámara Reina Sofía o la Orquesta Sinfónica de Madrid, colaborando frecuentemente con formaciones como la Orquesta Nacional de España, la Orquesta Filarmónica de Madrid o la Orquesta Sinfónica de RadioTelevisión Española. Esto le ha llevado a realizar conciertos por toda Europa —en prestigiosas citas musicales de ámbito nacional e internacional—, así como a efectuar multitud de registros discográficos, y para Radio Nacional de España, Televisión Española y Canal Sur.
Como solista, ha actuado con formaciones de gran prestigio, tanto españolas —como la Orquesta de RTVE, Orquesta de Cámara Española, Orquesta de Cámara Villa de Madrid, Orquesta Sinfónica de Las Palmas, Orquestra de València, Orquesta Sinfónica de Tenerife, Real Orquesta Sinfónica de Sevilla, Orquesta Filarmónica de Málaga, Orquesta de Córdoba o la orquesta Ciudad de Granada— como extranjeras —como Solistas de Zagreb, Orchesterakademie Salzburg, Orquestra Sinfónica da Radiodifusão Portuguesa o American Chamber Orchestra—. En la actualidad, integra el Comité Musical de Honor de Juventudes Musicales de España y ha ocupado el puesto de director del centro cultural Manuel de Falla de Granada durante varios años.

### Como director
A lo largo de su trayectoria, ha fundado conjuntos como la Joven Orquesta de Cámara de Granada, fundada en 1989, o la Orquesta Sinfónica del Conservatorio Superior de Música de Granada, en 1990; de ambas formaciones fue su primer director titular. Al año siguiente, participó en el Festival Europeo de Orquestas Jóvenes "Eurochestries", que en aquella edición se organizó en Málaga. Asimismo, en 1994 realizó una gira de conciertos por Alemania, al frente de la Orquesta Sinfónica del Conservatorio Superior de Música de Granada y, en 2001, fue invitado a dirigir la Joven Orquesta de Castilla-La Mancha. Entre 2005 y 2011, fue director titular de la banda municipal de música de Alfacar.

### Como docente
En el ámbito pedagógico, destaca la labor realizada a través de numerosas clases magistrales imapartidas por toda España, así como profesor de oboe en el Conservatorio Superior de Música "Manuel Castillo" de Sevilla, el Conservatorio Superior de Málaga y el Real Conservatorio Superior de Música "Victoria Eugenia" de Granada. En este último centro, fue director durante una década, comprendida entre los años 1992 y 2002, siendo sucedido en el puesto por el compositor Francisco González Pastor.

## Galardones
- 1976 - Distintivo de Oro de Juventudes Musicales de Granada
- 1987 - Socio de Honor de Juventudes Musicales de Granada